# Sandro Tuminelli
Sandro Tuminelli (Roma, 21 marzo 1923 – Crema, 12 marzo 2011) è stato un attore, doppiatore, direttore del doppiaggio e paroliere italiano.

## Biografia
Fu attivo negli anni sessanta e settanta come caratterista in sceneggiati televisivi.
Per molti anni in forza alla S.A.S., doppiò lo scrittore Jorge Amado in Tieta do Brasil, film brasiliano del 1996. Diede inoltre voce a vari personaggi in film d'animazione.
Per alcuni anni, insieme a Febo Conti, a partire dal 1960, nel secondo programma, presentò la trasmissione domenicale Sala stampa Sport dagli studi radio Rai di Milano.
Diventò noto anche per l'attività di autore di testi, per canzoni e sigle televisive. Tra queste la più nota è La freccia nera, sigla finale dell'omonimo fortunato sceneggiato televisivo del 1968, in cui egli ebbe anche un ruolo come attore. Scrisse fra l'altro il testo della canzone Sciogli i cavalli al vento contenuta nell'album discografico Shalom di Iva Zanicchi. Per il Disco per l'estate del 1972 scrisse il brano cantato da Giulio Di Dio Ultima notte d'estate (su musica di Ezio Leoni). Tradusse dal greco i testi della canzoni del disco Canzoni in esilio - sottotitoloː Edmonda Aldini canta Theodorakis (1970).
Rilevante inoltre la sua attività di autore, sia di testi che musica, di canzoni per bambini nell'ambito della celebre manifestazione Zecchino d'Oro.
È morto a Crema per un infarto il 12 marzo 2011, nove giorni prima di compiere 88 anni.

## Doppiaggio

### Cinema
- Donald Pleasence in 1997: Fuga da New York, Halloween 4 - Il ritorno di Michael Myers
- John Gielgud in Shine, Elizabeth
- Christopher Lee ne Il castello dei morti vivi
- Mickey Rooney in Black Stallion
- Trevor Howard in Misfatto bianco
- Richard Attenborough in ...e poi, non ne rimase nessuno
- Erland Josephson in Oddio, ci siamo persi il papa
- Don Knotts in La gang della spider rossa
- Peter Boyle ne Il candidato
- Burgess Meredith in Sentinel
- Armin Mueller-Stahl in X-Files - Il film
- Barnard Hughes in Ragazzi perduti
- Royal Dano in La casa di Helen
- Freddie Jones in Firefox - Volpe di fuoco
- John McIntire in Honkytonk Man
- Robert Morley in Oscar insanguinato
- Eric Christmas in Philadelphia Experiment
- Vlado Stegar in Nina
- Paul Benedict in Corvo rosso non avrai il mio scalpo!
- Walter Brennan in Ambizione (ridoppiaggio)
- Victor Buono in La collera di Dio
- Roger Imhof ne La più grande avventura
- Claude Piéplu in Asterix & Obelix contro Cesare
- Feng Min in Cinque dita di violenza

### Televisione
- Mickey Rooney in Le avventure di Black Stallion
- Donald Pleasence ne Il grande amore di Ginevra
- John Gielgud in Ritorno a Brideshead
- Richard Attenborough in Jack e il fagiolo magico
- José Ferrer in Orchidee e sangue
- Hume Cronyn in Alone
- Norman Lloyd in A cuore aperto
- Ned Romero in Roswell
- George Hall e Larry Haines in Quando si ama

### Film d'animazione
- Mufasa ne Il re leone II - Il regno di Simba

### Videogiochi
- Mufasa ne Il Re Leone: La grande avventura di Simba[1]

## Direzioni di doppiaggio
- Coma profondo (film del 1978)
- A-Team (serie televisiva degli anni ottanta)
- Avventure in fondo al mare (serie)
- Spellbinder (serie televisiva della fine degli anni novanta)
- Quando si ama (soap opera)

## Filmografia

### Cinema
- La piazza vuota, regia di Beppe Recchia (1971)
- Quanto è bello lu murire acciso, regia di Ennio Lorenzini (1975)

### Televisione
- La freccia nera, regia di Anton Giulio Majano (1968) - sceneggiato
- Una pistola in vendita (1970) - sceneggiato
- A come Andromeda, regia di Vittorio Cottafavi (1972) - sceneggiato
- Marco Visconti (1975) - sceneggiato

## Programmi radiofonici Rai
- Il caffè dello Sport, settimanale sportivo con Sandro Tuminelli nella parte del cameriere Pilade, e Febo Conti nella parte del Professore, trasmesso dicembre 1952 marzo 1953

## Prosa televisiva Rai
- Ventiquattr'ore felici, regia di Claudio Fino, con Luigi Vannucchi, Emma Gramatica, Ivo Garrani, Pina Cei, trasmessa il 23 novembre 1956
- La regina e gli insorti, di Ugo Betti, regia di Ottavio Spadaro, con Tino Carraro, Edmonda Aldini, Lucia Catullo (1967)

## Prosa radiofonica Rai
- L'aria del continente, di Nino Martoglio, regia di Umberto Benedetto (1957)

## Partecipazioni allo Zecchino d'Oro

### Testo
- La giostra del carillon (1963)
- Il presepe di stagnola (1964)
- Il tiro all'orso (1964)
- La piuma rossa (1964)
- La tromba del pagliaccio (1965)
- Il corsaro nero nero (1976)
- I castelli di Brisighella (1977)
- Coro, caro coro (1984)
- Arcobaleno ( Bulgaria, 1984)
- Non ci gioco più ( Brasile, 1985)
- Vola, palombella! ( Libano, 1986)
- Amor di tamburello ( Vietnam, 1986)
- Le frittelle (1987)
- Corri troppo Tobia ( Seychelles, 1987)
- Il folletto bianco ( Finlandia, 1988)
- L'allegria ( Romania, 1989)
- La conta ( Ruanda, 1990)
- Sette Matitine ( Portogallo, 1991)
- I pupazzetti ( Spagna, 1992)
- I tre pagliacci (1993)
- Se voglio ( Estonia, 1994)
- I folletti d'Islanda ( Islanda, 1994)
- Il sole verrà ( Russia, 1995)
- Che belli gli uccellini ( Portogallo, 1995)
- L'ovino alla coque (1996)
- Bambolotto di caucciù ( Cina, 1996)
- Vento colorino ( Germania, 1997)
- Preghiera ( Ghana, 1998)
- L'albero ( Lussemburgo, 1999)

### Musica
- L'aquilone (1962)
- Il presepe di stagnola (1964)
- Il tiro all'orso (1964)
- Il corsaro nero nero (1976)
- Coro, caro coro (1984)
- Le frittelle (1987)
- L'ovino alla coque (1996)
- Non voglio cantare (2000)